# Мехер, Садху
Садху Мехер (1 января 1940, Баудх, Британская Индия — 2 февраля 2024, Мумбаи) — индийский актёр, кинорежиссёр
 и кинопродюсер, работавший в фильмах на хинди и ория. Лауреат Национальной кинопремии за лучшую мужскую роль. За вклад в области искусства отмечен орденом Падма Шри.

## Биография
Родился в 1940 году в в Гудвелипадаре, небольшой деревне округа Баудх в Одише, в семье ткача. Посещал школу в соседнем городе Сонепур. После получения степени бакалавра в колледже, отправился изучать актёрское мастерство в Университет Рабиндра Бхарати в Калькутте, а затем в Индийский институт кино и телевидения в Пуне.
Мехер начал свою карьеру на сцене театра и играл во многих пьесах Сатьядева Дубея.
Он был ассистентом режиссёра Шьяма Бенегал на съёмках документальных фильмов Close to Nature и A Child of the Streets (1967), а затем сам снял несколько короткометражных и документальных фильмов под баннером Maja Medium. Как актёр кино он дебютировал в 1969 году, сыграв младшего железнодорожного чиновника в фильме Мринала Сена «Бхуван Шом». В том же году он снялся в Ichhapuran, основанном на рассказе Рабиндраната Тагора и ставшим единственным детским фильмом Сена.
В 1974 году актёр воплотил в жизнь образ глухонемого далита-алкоголика-гончара, общающегося исключительно с помощью жестов, в дебютном художественном фильме Бенегала «Росток». Его актёрская игра в фильме была отмечена призом Национальной кинопремии. Мехер продолжил сотрудничество с режиссёром, приняв участие в двух его следующих фильмах: «Конец ночи» (1975) и «Пробуждение» (1976). Среди других работ актёра можно отметить запоминающиеся роли в таких фильмах, как «Королевская охота» (1976), «Похищение ребёнка», Gharaonda (1977), Safed Haathi (1978), «Бог-дитя» (1985), Charachar (1993) и Uttoran (1994). Он также появился в двух эпизодах сериала о Байомкеше Бакши, снятом Басу Чаттерджи для Doordarshan.
Получив известность в сфере параллельного кино, в середине 1980-х годов Мехер переключил свое внимание на кино на ория и снялся в 38 фильмах на этом языке. Пять фильмов он снял как режиссёр — Abhimaan (1977), Aparachita (1980), Abhilasha (1983), Gopa Re Badhhuchhi Kala Kanhei (1994) и Babula (1985), последний из которых был первым детским научно-фантастическим фильмом на ория. Актёр также снялся в двух фильмах Сабьясачи Мохапатры: Bhukha (1989) на языке самбалпури и Jai Jagannatha, вышедшем в прокат сразу на 15 языках.
Мехер несколько раз был членом жюри Индийского международного кинофестиваля и Комитета по отбору Национальной кинопремии. В 2011 году правительство Одиши наградило его орденом Джайдев Самман, а в 2017 году он был награждён орденом Падма Шри, четвёртой по старшинству гражданской наградой страны.
Актёр скончался в своём доме в Мумбаи 2 февраля 2024 года в возрасте 84 лет.